# キルデベルト1世
キルデベルト1世（Childebert I、496年頃 - 558年12月23日）は、フランク王クローヴィス1世とその王妃クロティルデの間の三男。（父にとっては四男）。パリ王（在位：511年 - 558年）。

## 生涯
511年に父の死に伴い、3人の兄弟とともに遺領を分割相続し、パリ王国を受け取った。パリ王国はソンム川とロワール川の間に挟まれた地域を領土としており、ブルターニュ、ノルマンディー、ブリーの諸地方およびアキテーヌ地方西部から構成されていた。
523年、キルデベルトと同腹の兄弟たちは、母の教唆でブルグント王国を攻めた。この戦争中に兄のオルレアン王クロドメールが戦死すると、キルデベルトと弟のソワソン王クロタール1世は、クロドメールの幼い遺児たちから王国を横取りしようと企んだ。キルデベルトが母クロティルデに引き取られていた甥たちをおびき出し、クロタールが2人の甥を自らの手で刺殺した。キルデベルトは弟とオルレアン王国を折半し、領土を拡げた。
531年、妹クロティルデと夫の西ゴート王アマラリックとの不和を知ったキルデベルトは、アマラリックを攻めて彼をナルボンヌで破っている。
キルデベルトと弟クロタールは532年に2度目のブルグント遠征を開始し、534年にブルグント王ゴドマール2世を敗死させ、ブルグントをフランク王国領に併合した。キルデベルトはブルグントの一部とプロヴァンスを獲得し、その領土は一気に拡大した。
キルデベルトは533年頃に異母兄のランス王テウデリク1世が死ぬと、またも弟クロタールと計らってその遺領を奪おうとしたが、テウデリクの息子テウデベルト1世の根回しによって失敗した。その後、息子のいないキルデベルトは強力な甥のテウデベルト1世を養子にして後継ぎとして扱ったが、テウデベルトは547年（ないし548年）に死去した。またキルデベルトとテウデベルトは共同でクロタール1世を攻めたが、不首尾に終わった。
キルデベルトはゴート族出身と思われるウルトゥロゴータ（Ulthrogotha）と結婚し、2人の娘クロドシンダ（Chrodosinda）とクロドベルガ（Chrodoberga）をもうけたが、男子には恵まれなかった。このため相続人がいないまま558年に死去し、弟のクロタール1世が領土を継承した。妻と娘はクロタールによって宮廷を追われた。
キルデベルト1世は自らが建立したパリの聖ヴァンサン修道院（後にサン＝ジェルマン＝デ＝プレ修道院）に葬られた。この修道院はその後、メロヴィング家の霊廟に定められたので、キルデベルトは同修道院に埋葬された王家の最初の人物となった。彼の妻と娘たちに関しては567年以降の消息は不明である。未亡人ウルトゥロゴータも、死後に夫と同じ修道院に埋葬されている。